# Нечулиці (Свентокшиське воєводство)
Нечулиці (пол. Nieczulice) — село в Польщі, у гміні Павлув Стараховицького повіту Свентокшиського воєводства.
Населення — 439 осіб (2011).
У 1975-1998 роках село належало до Келецького воєводства.

## Демографія
Демографічна структура на день 31 березня 2011 року:
|          | Загалом | Допрацездатний вік | Працездатний вік | Постпрацездатний вік |
| -------- | ------- | ------------------ | ---------------- | -------------------- |
| Чоловіки | 228     | 43                 | 167              | 18                   |
| Жінки    | 211     | 35                 | 116              | 60                   |
| Разом    | 439     | 78                 | 283              | 78                   |